# Caltanissetta
Caltanissetta település Olaszországban, Szicília régióban, Caltanissetta megyében. Lakosainak száma 58 532 fő (2023. január 1.). Caltanissetta Canicattì, Enna, Marianopoli, Mazzarino, Mussomeli, Naro, Petralia Sottana, Pietraperzia, San Cataldo, Santa Caterina Villarmosa, Serradifalco, Sommatino és Delia községekkel határos.

## Népesség
A település népessége az elmúlt években az alábbi módon változott:
| Lakosok száma | 60 157 | 63 054 | 62 317 | 58 532 |
|               | 2008   | 2016   | 2018   | 2023   |